# مرغابی بی‌پرواز برمودایی
مرغابی بی‌پرواز برمودایی (نام علمی: Anas pachyscelus) یک گونه منقرض‌شده از مرغابی بی‌پرواز است که بومی جزیره برمودا در اقیانوس اطلس شمالی بود. در سال ۱۹۶۰ توسط الکساندر وتمور از بقایای زیرفسیلی دوران پلیستوسن پسین که در سال ۱۹۵۶ توسط پرنده‌شناس برمودایی دیوید وینگیت در معدن ویلکینسون در پریش همیلتون جمع‌آوری شد، توصیف شد. هولوتایپ یک استخوان مچی-کفی چپ (نمونه شماره V22506) است که در موزه ملی تاریخ طبیعی در واشینگتن دی سی نگهداری می‌شود.